# Archytas travassosi
Archytas travassosi är en tvåvingeart som beskrevs av Guimaraes 1961. Archytas travassosi ingår i släktet Archytas och familjen parasitflugor. Inga underarter finns listade i Catalogue of Life.